# Castianeira cingulata
Castianeira cingulata is een spinnensoort uit de familie van de loopspinnen (Corinnidae).
De wetenschappelijke naam van de soort werd in 1841 als Corinna cingulata gepubliceerd door Carl Ludwig Koch.